# スプライト (炭酸飲料)

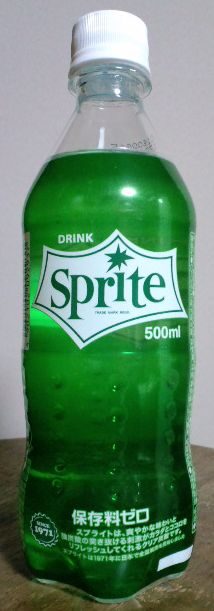
過去に日本国内で販売されていた500mlペットボトル（2011年）

スプライト（Sprite）は、コカ・コーラ社が販売しているレモンライム風味の炭酸飲料。

## 概要
ドイツのコカ・コーラ社が発売した、レモンライム風味のファンタ、「クリアレモンファンタ」を基にした商品である。1961年のアメリカ合衆国のコカ・コーラ社が、レモンライム風味の飲料「7 Up」に対抗するために、元気を意味するSpiritと妖精を意味するSpriteから「スプライト」と名付けて発売した。コカ・コーラと異なりカフェインは含有しない。190以上の国々で販売されている。
滑り止めを兼ねた凹部をほどこした独特のデザイン性のある透明な緑色のガラス瓶は、日本でイメージづくりに貢献してコカ・コーラに並び同社の定番商品となった。コカ・コーラが含有するカフェインやリン酸は子供にとって不健康なイメージが広がっていた時期もあり、「スプライトは子供に安心して与えられる」イメージや高めに含まれた炭酸による爽快感から、好評を得た。炭酸飲料の容器としてガラス瓶の代わりに缶やペットボトルが用いられるようになると、スプライトの突出したイメージが弱くなり自動販売機で扱われない場合が多くなった。
1998年にガラス瓶時代の凹部を付けたペットボトルタイプを販売した。2001年にドライレモンフレーバーにリニューアルされた時にファンタなどとデザインが統一されたが、2011年7月にレトロ調のデザインで復活した。

## 日本

### 日本での歴史

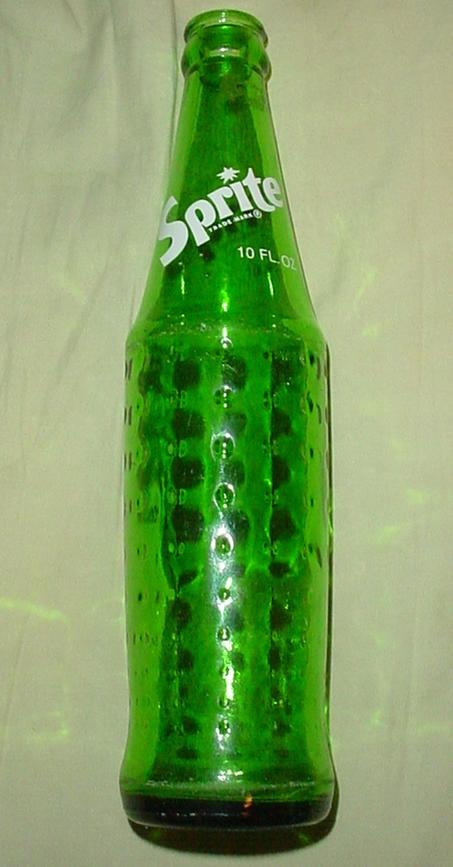
ビンづめのスプライト（現在は生産終了）

日本では何度かフレーバーのリニューアルが行われており、1970年の発売以来のロゴが変更された1988年からその傾向が強まった。それまでも何度か味を変えているが、調整の範囲内のものである。
- 1988年 発売以来のロゴを廃止し、新ロゴを採用。
- 1990年 ライムとレモンを合わせた造語である「ライモン」を強調したパッケージに変更し、味も甘さ主体から酸味を強調した味に変更された。
- 1993年 従来のスプライトは「甘さ・炭酸控えめ」を強調した味に変更。その一方で当時人気だったキリンレモンセレクトの対抗馬として微炭酸/果汁2%の「スプライトクールレモン」を発売。
- 1996年 スプライトクールレモンをリニューアルし、「スプライトクール」に変更。通常のスプライトは、レギュラーサイズびんのみの販売となる。
- 1997年 スプライトクールを無果汁に変更。
- 1998年 スプライトクールの販売を終了し、新スプライトとしてリニューアル発売。
- 2001年 レモン味を強調した、ドライレモンフレーバーのスプライトが3月に関西地区限定で発売された後、6月に全国発売。
- 2002年 4月にカロリーゼロを謳った「ダイエットスプライト」発売
- 2003年 「ダイエットスプライト」リニューアル。4月に復刻版デザインの「スプライトクラシックテイスト」ボトル缶をセブン-イレブン限定発売。
- 2005年 「スプライト」を従来のレモンライムフレーバーにリニューアル。ペットボトル製品は全国販売されたが、それ以外はローカル製品となる。6月に強炭酸の「スプライトX」ボトル缶をセブン-イレブン限定発売。
- 2006年 9月に強炭酸の「スプライトスパークリングレモン」ボトル缶を発売。
- 2007年 ロゴマークを変更、銀色基調の新パッケージにリニューアルし、再び全国販売となる。7月に「スプライト ゼロ」発売。
- 2008年 グリーン基調のパッケージに変更され、味も旧来の強炭酸に戻る。一部地域では未発売。同年9月29日、スプライトに3個のシゲキ（ガラナ・グリーンティ カフェイン・グルコース）を配合した「スプライト3G」も登場。
- 2011年 7月に日本国内初登場時の緑のガラス瓶をモチーフにしたラベルデザインとロゴマークにリニューアル。このリニューアル時に保存料不使用になった。
- 2012年 4月にパッケージリニューアル。パッケージ裏面に1970年代をイメージさせるカタカナのロゴフォントを復刻。5月に「スプライト ゼロ」をセブン-イレブン限定発売。
- 2013年 3月にパッケージリニューアル。ロゴマークを一新し、ペットボトル製品はキャップの色を緑に変更。500mlペットボトルは内容量を470mlに変更。コストコ向け製品である350mlクラブマルチパック缶を発売。
- 2014年 5月にリニューアル。再発売以来初めて中身も改良され、レモンライムの風味を強化。また、ロゴの縁取り部にブルーが加えられた。
- 2015年 4月に470ml・1500mlPETをパッケージリニューアル。ロゴ背景色の上部をブルーに変更し、ロゴの左上に黄色の字で「強炭酸のシゲキ!」が新たに表記された。
- 2016年 5月にリニューアル。ステビア（甘味料）を使用し、レモンとライムの果汁を1％加えた組成に変更[2]。ラインナップの見直しにより、500ml缶を廃止。
- 2017年 5月29日より「スプライト」北東北限定デザイン350ml缶・500mlボトル缶を発売[3]。 6月には、難消化性デキストリン（食物繊維）を配合し、カロリーゼロ設計とした特定保健用食品「スプライト エクストラ」を発売[4]。
- 2018年 5月21日より「スプライト エクストラ」パッケージリニューアル[5]。6月25日「スプライト」リニューアル[6]。北東北限定デザインもリニューアルし継続。280ml缶・280mlPETを廃止。
- 2019年 6月24日より「スプライト」を1年ぶりにリニューアル[7]。470mlPETでラベルの一部を透明に変更。北東北限定デザインはアクエリアス クエン酸スパークリングに移行したため、通常パッケージのみとなる。
- 2021年 4月19日よりスーパーマーケット、ドラッグストア、ディスカウントストア向けに新容量として飲みきりサイズの350ml PETと2人向けサイズの700ml PETの2容量が追加発売された（本サイズはファンタのグレープとオレンジ、カナダドライジンジャエールにも設定され同時発売されている）[8]。
- 2023年 4月24日よりリニューアル。甘さのバランスを変更して約5年ぶりに味わいが改良され、パッケージデザインをグリーン一色に変更。7年ぶりに無果汁になった。500ml缶が北海道限定サイズとして約7年ぶりに復活した[9]。

### 日本での種類
- スプライト[10] - 1500mlPET手にピタボトル(沖縄限定),700mlPET,470mlPET,350mlPET,500ml缶,350ml缶,250ml缶(自販機限定)

#### かつて販売していた種類
- スプライト ライム&レモン
- スプライト ライト ライム&レモン
- スプライト クールレモン
- スプライト クール
- スプライト ドライレモン
- スプライト復刻版クラシックテイスト（セブン-イレブン限定）
- スプライト X（セブン-イレブン限定）
- スプライト スパークリングレモン
- スプライト 3G
- スプライト ライモンショッツ
- ダイエットスプライト
- スプライト ゼロ（2007年版:全国発売、2012年版：セブン-イレブン限定）
- スプライト エクストラ【特定保健用食品】

### CM
- 1970年代 山岡久乃の「3杯注いでもまだ余る!」のセリフがキャッチコピーのCM。
- 1980年 五十嵐浩晃が唄う「愛は風まかせ」がイメージソング。シングルとは歌詞が一部異なるCMオリジナルバージョン。
- 1997年 清春（黒夢）「BARTER」 黒夢の清春がCM出演。曲はシングル曲ではなくアルバム曲の冒頭部を使用した。
- 1998年 石井竜也「安心しろよ」「興奮!BEAUTIFUL」 石井本人がCMに出演。
- 2016年 AAA「NEW」シングルとは歌詞が一部異なるCM用の限定バージョン。AAAはCMにも出演[11]。
- 2019年 リニューアルに合わせてCMキャラクターに女優の橋本環奈を起用[12]。同年7月8日から全国放映開始[12]。CMソングはヤバイTシャツ屋さんの「癒着☆NIGHT」[12]。